# Vestarário

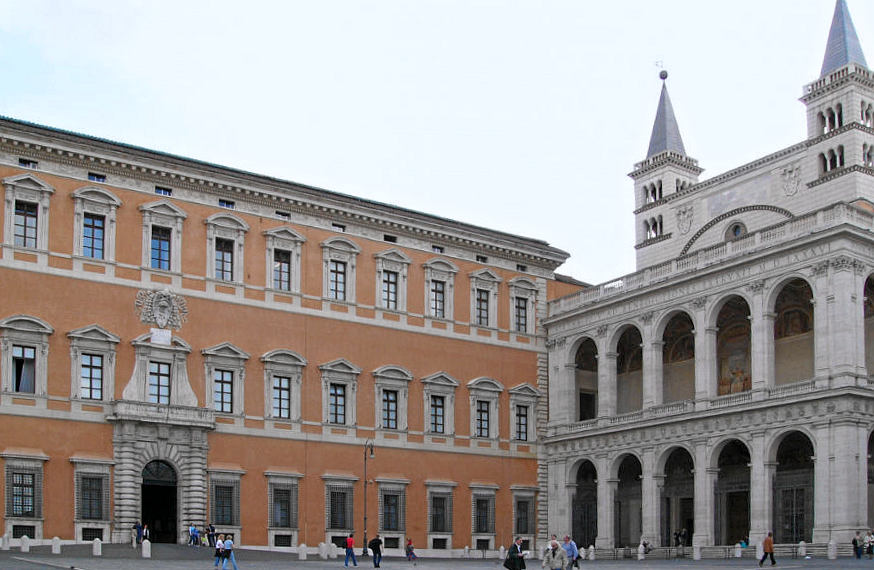
O Palácio de Latrão.

Vestarário (em latim: Vestararius) era o gerente do ofício medieval da Cúria Romana vestiário (em latim: vestiarium; o guarda-roupa e tesoureiro imperial bizantino, o vestiário), responsável pela gestão das finanças papais, bem como do guarda-roupa papal. O vestiário é mencionado como o tesoureiro papal tão cedo quando o século VII, durante o período de hegemonia cultural bizantina no Ocidente chamado de "Papado Bizantino", mas o próprio vestarário em si é atestado apenas a partir do século VIII.
Junto com os mais altos títulos financeiros, o arcário (arcarius) e sacelário, o vestarário foi um dos três mais importantes ofícios do palácio de Latrão. Por volta do século IX, o vestarário era um membro da casa papal perdendo apenas para os sete juízes, enquanto os outros dois ofícios figuraram entre os "sete juízes do palácio", que constituíam o núcleo da corte papal. Enquanto os outros ofícios foram responsáveis pela coleção e dispensação de ativos papais, respectivamente, o vestarário era responsável por guardar a riqueza, possivelmente depositada no guarda-roupa junto com as vestimentas do papa. O vestarário era também responsável pelos arquivos financeiros escritos e contas, e pode ter recebido e distribuído algumas somas independentemente dos outros ofícios.
Por 813, o vestarário esteve sentado ao lado do papa no palácio em julgamentos e em 875 foi enviado como um embaixador ao sacro imperador romano. Teofilato I, conde de Túsculo, que para todos os efeitos e assuntos conduziu os assuntos temporais do papado durante o saeculum obscurum da primeira metade do século X, era titular do cargo de vestarário. Sua esposa, Teodora, ocupou o cargo extraordinário de vestararissa.
A administração financeira do papado como um todo começou a ser referida como uma câmara em 1017, mas a mudança de nome não pode ter sido de qualquer significado real. A última referência conhecida do cargo de vestarário apareceu em 1033. Não há provas concretas da continuidade entre o vestarário e o camerário (camerarius), que é referido pela primeira vez em 1099, embora suas funções são praticamente as mesmas. Este ofício (ou ambos) podem ter existido durante este período, ou as responsabilidade podem ter caído a algum terceiro ofício, frequentemente teorizou como tendo sido preenchido por Hildebrando.